# Vasantrao Phulsing Naik

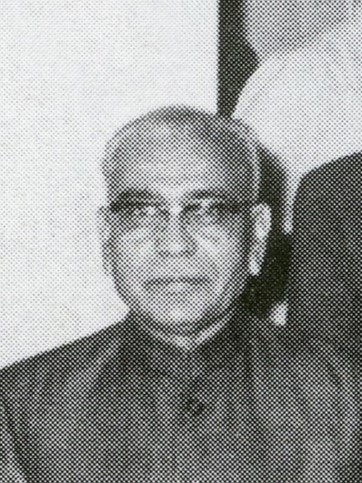
Vasantrao Phulsing Naik

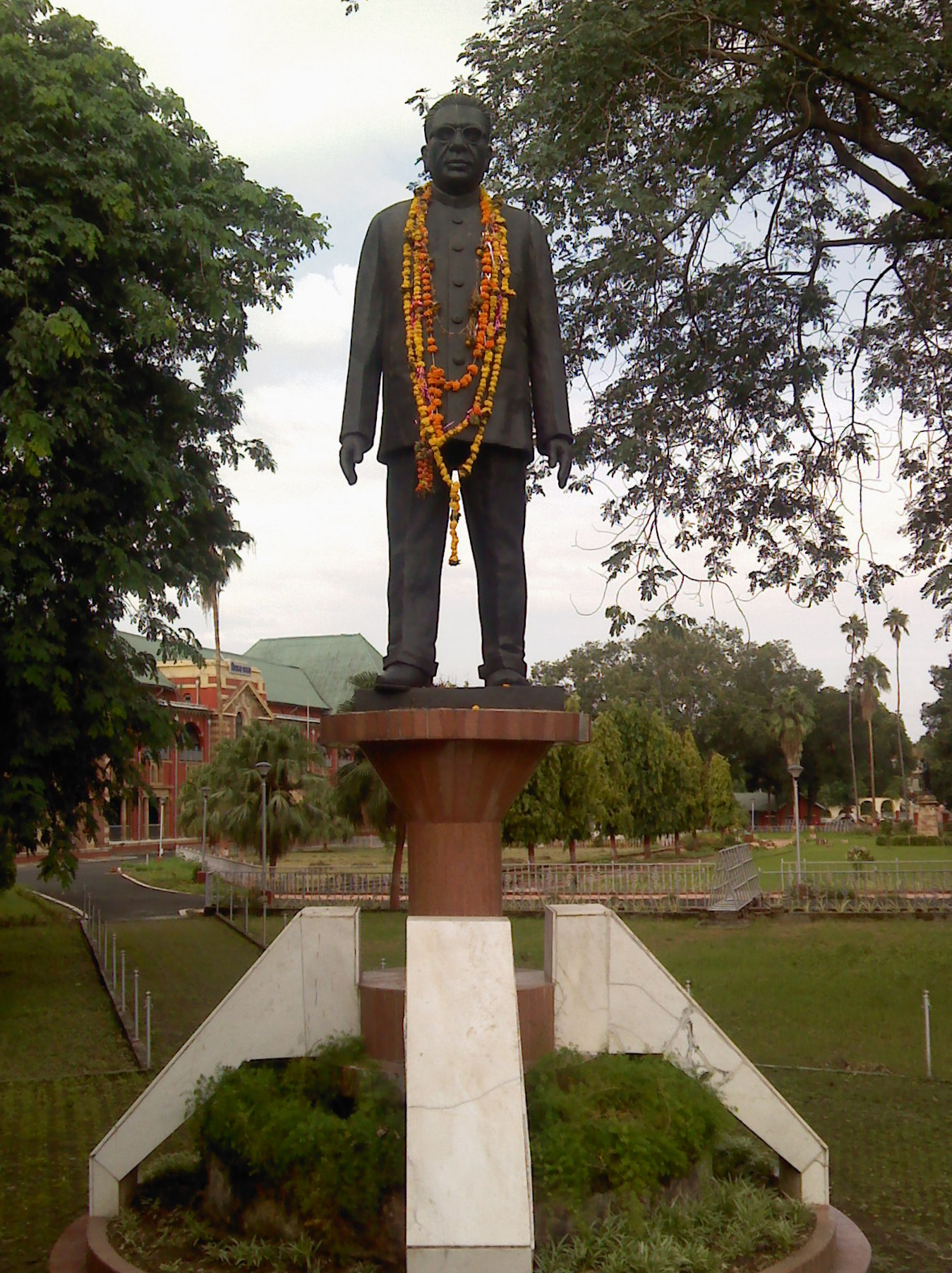
Statue von Vasantrao Phulsing Naik in Nagpur, Indien

Vasantrao Phulsing Naik (* 1. Juli 1913 in Gahuli, Distrikt Yavatmal, Provinz Berar, Britisch-Indien; † 19. August 1979 in Singapur) war ein indischer Politiker des Indischen Nationalkongresses (INC), der unter anderem zwischen 1963 und 1975 Chief Minister von Maharashtra sowie von 1977 bis zu seinem Tod 1979 Mitglied der Lok Sabha war.

## Leben
Naik, Sohn von Shri Phalsing Naik, absolvierte nach dem Schulbesuch zunächst ein grundständiges Studium am Morris College, das 1985 nach ihm in Vasantrao Naik Government Institute of Arts and Social Sciences umbenannt wurde, und schloss dieses mit einem Bachelor of Arts (B.A.) ab. Ein postgraduales Studium der Rechtswissenschaften an der Nagpur University beendete er mit einem Bachelor of Laws (LL.B.). 1952 wurde er als Kandidat des Indischen Nationalkongresses (INC) zunächst zum Mitglied der Legislativversammlung von Madhya Pradesh gewählt und gehörte dieser bis 1957 an. Zugleich war er 1952 stellvertretender Minister für Steuereinnahmen dieses Bundesstaates. Nach der Gründung des Bundesstaates Bombay aus Teilen von Madhya Pradesh am 1. November 1956 war er zwischen 1957 und 1960 Mitglied der Legislativversammlung von Bombay. Zugleich war er 1957 Minister für Zusammenarbeit sowie anschließend Landwirtschaftsminister von Bombay in der Regierung von Chief Minister Yeshwantrao Balwantrao Chavan.
Nach der Gründung des Bundesstaates Maharashtra am 1. Mai 1960 wurde er Mitglied der Legislativversammlung von Maharashtra und gehörte dieser bis 1977 an. Zugleich übernahm Naik in der Regierung von Chief Minister Chavan das Amt des Ministers für Steuereinnahmen und bekleidete dieses vom 9. November 1962 bis zum 25. November 1963 auch in der Regierung von Chavans Nachfolger als Chief Minister Marotrao Sambashio Kannamwar. Am 5. Dezember 1963 übernahm er von diesem nach dessen Tod schließlich selbst das Amt des Chief Minister von Maharashtra und bekleidete dieses bis zum 19. Februar 1975, woraufhin er am 20. Februar 1975 durch Shankarrao Chavan abgelöst wurde. Zuletzt wurde er als Kandidat des INC bei den Wahlen vom 16. bis 20. März 1977 zum Mitglied der Lok Sabha gewählt, des Unterhauses des Parlaments von Indien. Diesem gehörte er bis zu seinem Tode am 19. August 1979 an und vertrat in dieser Zeit den in Maharashtra liegenden Wahlkreis Washim.
Aus seiner am 6. Juli 1941 mit Vatsala Vasantrao Naik geschlossenen Ehe gingen zwei Söhne hervor. Sein Neffe Sudhakarrao Naik war zwischen 1991 und 1993 ebenfalls Chief Minister von Maharashtra sowie von 1994 bis 1995 Gouverneur von Himachal Pradesh.